# Зерноградське
Зерногра́дське (каз. Зерноград) — село у складі Жаркаїнського району Акмолинської області Казахстану. Входить до складу Жанадалинського сільського округу.
Населення — 240 осіб (2021; 365 у 2009, 662 у 1999, 1436 у 1989).
Національний склад станом на 1989 рік:
- росіяни — 41 %.

Станом на 1989 рік село називалось селище Зерноградський.